# Pharoah Sanders
Pharoah Sanders (13. října 1940 Little Rock, Arkansas, USA – 24. září 2022, Los Angeles, Kalifornie) byl americký jazzový saxofonista. 
V roce 1965 se stal členem skupiny Johna Coltranea, se kterým nahrál i několik alb a následně hrál i s jeho manželkou Alice Coltrane. Vydal také řadu alb pod svým vlastním jménem a hrál na řadě alb jiných umělců, mezi něž patří Sun Ra, Ornette Coleman nebo McCoy Tyner.